# Plakaran (Moga)
Plakaran is een bestuurslaag in het regentschap Pemalang van de provincie Midden-Java, Indonesië. Plakaran telt 4155 inwoners (volkstelling 2010).